# Pegasus Mountains
Die Pegasus Mountains sind ein 26 km langer Gebirgszug aus Bergkämmen und Gipfeln an der Rymill-Küste des Palmerlands auf der Antarktischen Halbinsel, der durch zwei Gebirgspässe durchbrochen wird. Sie ragen zwischen dem Bertram- und dem Ryder-Gletscher unmittelbar östlich des Gurney Point am Ufer des George-VI-Sund auf. Zu ihnen gehören von Norden nach Süden Mount Markab (1350 m), Mount Alpheratz (1300 m) und Mount Crooker (570 m).
Das UK Antarctic Place-Names Committee benannte sie 1976 nach dem Sternbild Pegasus.